# 松橋亜希
松橋 亜希（まつはし あき、1992年10月6日 -）は、秋田県鹿角市出身の元スキージャンプ選手である。秋田県立花輪高等学校 - 東海大学 - マンマーノフーズ - 東海大学札幌スキークラブ - ドリームリンク。

## 経歴
9歳の時に鹿角ジャンプスポーツ少年団で競技を始める。国際大会初出場は2008年3月2日に山形県の蔵王ジャンプ台で開催されたコンチネンタルカップで、 27位、29位と初ポイントも獲得した。 翌年の蔵王大会では27位、22位であった。
2011年4月、東海大学に進学。2011年にはコンチネンタルカップ蔵王大会で自己最高の19位となった。2012年9月に サマーコンチネンタルカップリレハンメル大会に出場し、19位、26位となった。 2013年2月2日にはワールドカップ札幌大会に初出場、30位となりポイントを獲得したが、続く蔵王大会では33位で、総合順位は葛西賀子と同じく54位でおわった。
ユニバーシアードには2回出場し、2015年のシトゥルブスケー・プレソ大会では女子団体2位、混合団体3位のメンバーとなった。
2021年3月、現役引退を表明する。

## 成績

### 国際大会

#### ユニバーシアード
- 2013年プレダッツォ大会 ( イタリア)
  - 個人ノーマルヒル 15位
  - 混合団体ノーマルヒル 10位(松橋亜希、原田侑武)
- 2015年シトゥルブスケー・プレソ大会 ( スロバキア)
  - 個人ノーマルヒル 6位
  - 女子団体ノーマルヒル 2位(松橋亜希、小林諭果)
  - 混合団体ノーマルヒル 3位 (松橋亜希、高梨寛太)

#### ワールドカップ
- 最高順位 30位（2019/20シーズンまで）

| シーズン | 順位 | ポイント |
| -------- | ---- | -------- |
| 2012/13  | 54.  | 1        |
| 2014/15  | .    | 0        |
| 2015/16  | .    | 0        |
| 2019/20  | .    | 0        |

#### コンチネンタルカップ
- 最高順位 19位（2011/12シーズンまで）

| シーズン | 順位 | ポイント |
| -------- | ---- | -------- |
| 2007/08  | 69.  | 6        |
| 2008/09  | 65.  | 13       |
| 2009/10  | 58.  | 8        |
| 2010/11  | 67.  | 12       |